# Байпазинская ГЭС
Байпазинская ГЭС (ГЭС Бойгози, тадж. НБО Бойғозӣ) — гидроэлектростанция в Хатлонской области, Таджикистан, на реке Вахш. Входит в Вахшский каскад ГЭС, являясь её третьей ступенью и располагаясь в 32 километрах ниже Нурекской ГЭС. Байпазинская ГЭС принадлежит государственной энергокомпании ОАХК «Барки Точик».

## Общие сведения
Байпазинская ГЭС является плотинной гидроэлектростанцией с береговым зданием ГЭС. Установленная мощность электростанции — 600 МВт, располагаемая мощность — 500 МВт, проектная среднегодовая выработка электроэнергии — 2485 млн кВт·ч. Сооружения гидроузла включают в себя:
- каменно-земляную плотину с экраном из суглинка. Плотина частично создана направленным взрывом, частично отсыпкой грунта. Длина плотины — 422 м, максимальная высота — 75 м;
- левобережный поверхностный водосброс, состоящий из водоприёмника с четырьмя пролётами шириной по 10 м, перекрываемых плоскими затворами, и быстротока. Пропускная способность водосброса — 3410 м³/с;
- глубинный водоприёмник башенного типа, с четырьмя отверстиями шириной по 10 м;
- два подводящих тоннеля, завершающиеся развилками на турбинные водоводы;
- четыре турбинных водовода;
- правобережный тоннельный водосброс, совмещённый с одним из подводящих тоннелей;
- здание ГЭС.

В здании ГЭС берегового типа установлены 4 вертикальных гидроагрегата мощностью по 150 МВт, оборудованных радиально-осевыми турбинами РО 75/3123-В-620, работающими при расчётном напоре 54 м. Перед турбинами установлены дисковые затворы. Турбины приводят в действие гидрогенераторы СВ 1260/185-60УХЛ4. Производитель гидротурбин — харьковский завод «Турбоатом», генераторов — екатеринбургское предприятие «Уралэлектротяжмаш» и новосибирский завод «Элсиб». С генераторов электроэнергия на напряжении 15,75 кВ передаётся на 4 силовых трансформатора ТЦ-200000/220, а с них через открытое распределительное устройство (ОРУ) напряжением 220 кВ — в энергосистему по четырём линиям электропередачи напряжением 220 кВ.
Плотина ГЭС образует Байпазинское водохранилище полным объёмом 124,6 млн м³ и полезным объёмом 82,5 млн м³, что позволяет производить недельное регулирование стока. Отметка нормального подпорного уровня водохранилища составляет 630 м, уровень мёртвого объёма — 617 м.

## История
Байпазинский гидроузел в составе плотины и левобережного водосброса изначально был построен для создания запасов воды в целях ирригации. Плотина высотой 59 м была создана 29 марта 1968 года направленным взрывом с использованием 1854 т взрывчатых веществ. Всего в результате взрыва в тело плотины было уложено 1,5 млн м³ грунта, причём фильтрация через тело плотины практически отсутствовала.
С целью переброски воды для орошения земель плодородных Яванской и Оби-Киикской долин (суммарно около 40 тыс. га) под хребтом Каратау, который разделяет Яванскую и Вахшскую долины, был построен Вахш-Яванский тоннель диаметром 5,3 метров и длиной 7,5 километров, водозаборное сооружение которого находится вблизи плотины Байпазинского гидроузла. Пропускная способность тоннеля составляет 70 м³/с. Из тоннеля вода подаётся магистральный канал, а из него — в два отводных канала, один из которых протяженностью 34 километра проходит по правой стороне Яванской долины, другой, длиной 79,5 км — по левой. Левый канал обеспечивает водой не только Яванскую долину, по нему транзитом проходят 15 м³/с воды, которые через ещё один тоннель длиной 5,3 км и диаметром 3 м, пробитый под хребтом Джетымтау, поступают в соседнюю Оби-Киикскую долину.
Байпазинская ГЭС, использующая ранее построенные сооружения ирригационного гидроузла, была спроектирована Среднеазиатским отделением института «Гидропроект» в 1970-х годах. Строительство станции было начато в 1979 году Управлением строительства «Нурекгэсстрой» и было объявлено Всесоюзной ударной комсомольской стройкой. Были возведены подводящие тоннели, турбинные водоводы, здание ГЭС, увеличена высота плотины. Первые три агрегата были введены в эксплуатацию в 1985 году, четвёртый — в 1986 году.
В 4,5 км ниже по течению от станции находится крупный активный Байпазинский оползень, подвижки которого неоднократно приводили к перекрытию русла реки. Последний раз перекрытие русла реки произошло в 2002 году и потребовало проведения взрывных работ для восстановления стока воды. К настоящему времени оборудование станции достигло значительной степени износа, в связи с чем станция не может работать на максимальной мощности. Планируется модернизация станции с использованием кредитных средств
.